# Kasteel Ravenhof (Stabroek)

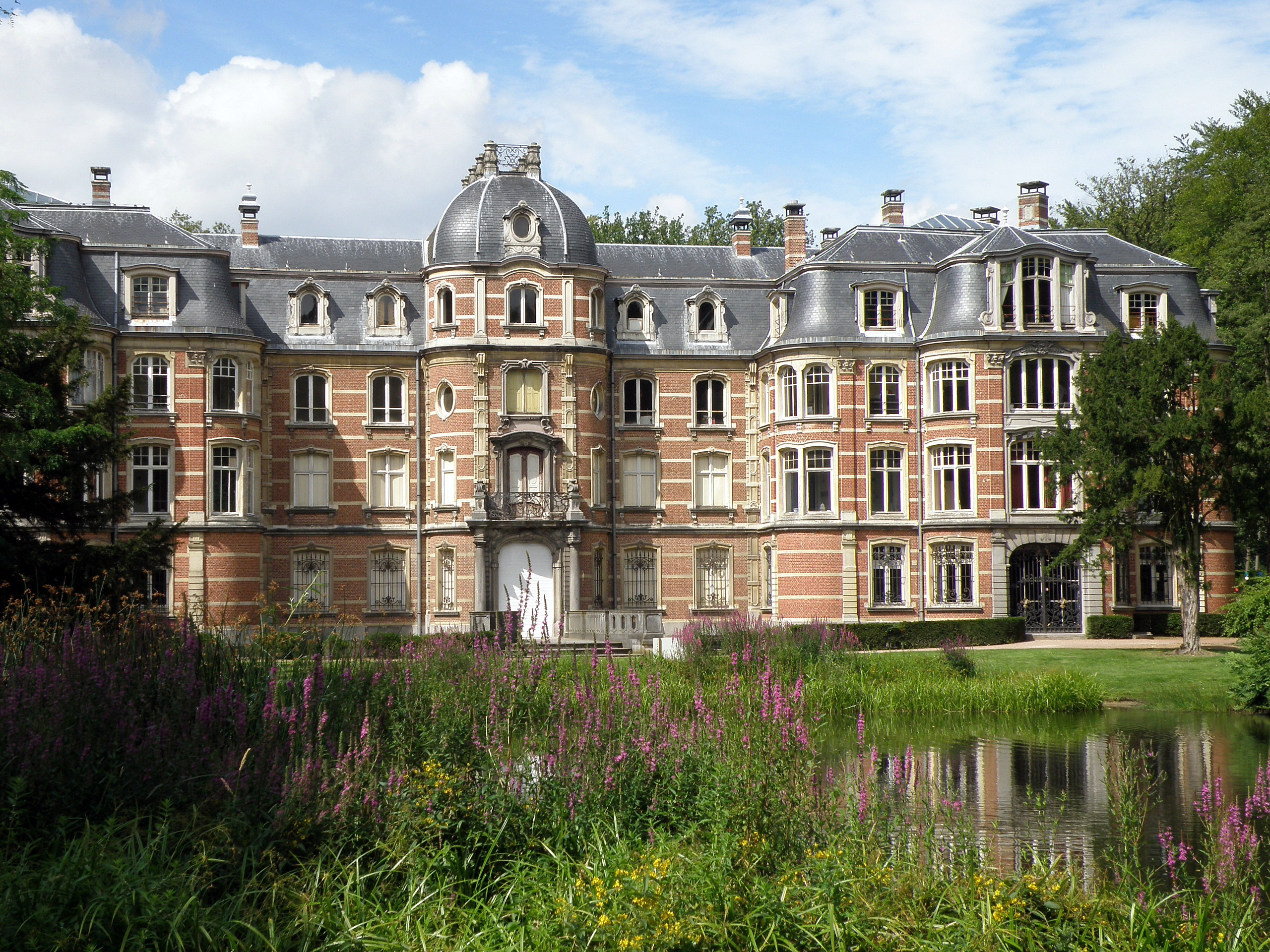
Kasteel Ravenhof, achtergevel.

Het Kasteel Ravenhof is een kasteel ten westen van het Belgische dorp Putte-Stabroek, gelegen in het gelijknamige landgoed aan Oud Broek 2 en het Moretusbos. Het huidige kasteel dateert uit de 19e en begin 20e eeuw, maar heeft een oudere geschiedenis.

## Geschiedenis
Reeds in de 13e of 14e eeuw stond op deze plaats vermoedelijk een hoeve. Gedurende de 14e en het begin van de 15e eeuw was het landgoed in het bezit van de familie Van Steenland. Toen droeg het de naam: Goet van Steenlant. In de 15e eeuw kwam het goed aan de familie Van Immerzeel en in 1552 werd het verkocht aan Cornelis van Tongerlo.

### Kasteel
Onder eigenaar Cornelis van Tongerlo werd er een kasteel gebouwd. In 1569 werd dit omschreven als een omgracht speelhuis. Na Cornelis waren er nog diverse eigenaren: Petronella Rompaerts, Johanna Hujoel, de familie Van der Goes, en Hendrik Hillewerve. De laatste stond het goed in 1679 af aan Balthasar Moretus, afstammeling van de beroemde Antwerpse drukker Jan Moretus. Het goed stond voortaan bekend als Moretushof, ook wel Crayenhof genaamd. In 1716 werd het kasteel beschreven als een soort woontoren met hoeve.
In de tweede helft van de 18e eeuw liet Johannes Josephus Moretus een park aanleggen, dat tegenwoordig vooral op Nederlands grondgebied ligt en daar Moretusbos heet, en van het Grenspark De Zoom-Kalmthoutse Heide deel uitmaakt. Daar ligt ook de theekoepel Gloriëtte in Lodewijk XV-stijl. Oorspronkelijk was het een dor heidegebied en Moretus huurde de plaatselijke bevolking om de 25 hectare heide te ontginnen en om te vormen tot het bosrijke park in barokstijl met kunstmatige hoogteverschillen. Als inspiratie voor het park dienden de tuinen van het Franse paleis Versailles. Het park kwam gereed in 1770.

### Herbouw
In 1810 werd het kasteel herbouwd in neo-Lodewijk XV-stijl door Johannes' neef, Philippe Antoine Joseph de Pret. Dit deel is behouden gebleven als  het middenrisaliet van het huidige kasteel. Rond deze tijd kwam ook de naam Ravenhof in zwang. Van 1911-1920 liet de toenmalige eigenaar Charles Moretus Plantin twee zijvleugels bijbouwen. Charles was, tot zijn dood in 1960, burgemeester van Stabroek.
Enige tijd na de uitbreiding kwam het kasteel in bezit van de Paters Assumptionisten en kreeg de naam Assumptiehof. Er maakten diverse katholieke organisaties gebruik van het kasteel. In 1979 kwam het kasteel aan de gemeente Stabroek, en vanaf 1982 huizen er tal van sociaal-culturele verenigingen in. Het koetshuis - gebouwd in het eerste kwart van de 20e eeuw - werd omgebouwd tot café-restaurant.
Tot het kasteel behoort, op Belgisch grondgebied, een 25 ha groot, vrij toegankelijk park.